# Fred Otto
Fred Otto (* 4. Dezember 1883 in Rabenau (Sachsen); † 22. September 1944 in Chemnitz; vollständiger Name: Martin Alfred Otto) war ein deutscher Architekt und Baubeamter. Er prägte in den 1920er Jahren als Stadtbaurat das Chemnitzer Stadtbild.

## Leben
Fred Otto erlernte das Maurerhandwerk und studierte Architektur an der Technischen Hochschule Dresden, wo er von Heinrich Tessenow und Fritz Schumacher beeinflusst wurde. Dann arbeitete er bei der staatlichen Bauverwaltung in Dresden, bevor er als Offizier im Ersten Weltkrieg diente. Anschließend wurde er Bausachverständiger der Amtshauptmannschaft Rochlitz und am 1. Mai 1920 Oberbaukommissar und Amtsbaurat in Chemnitz. Am 1. April 1925 wurde er als Nachfolger von Richard Möbius Stadtbaurat im Hochbauamt in Chemnitz.

## Werk

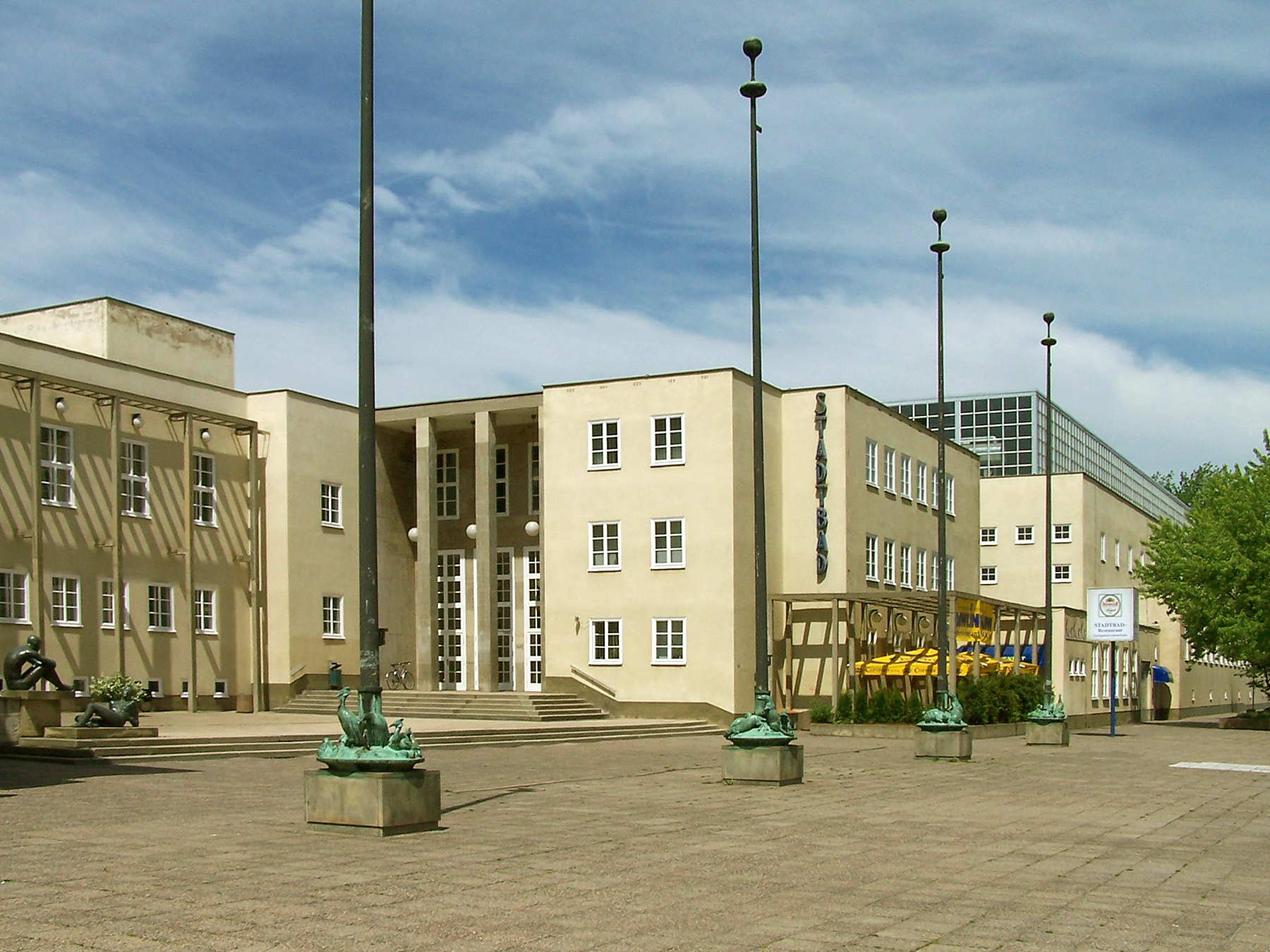
Stadtbad Chemnitz

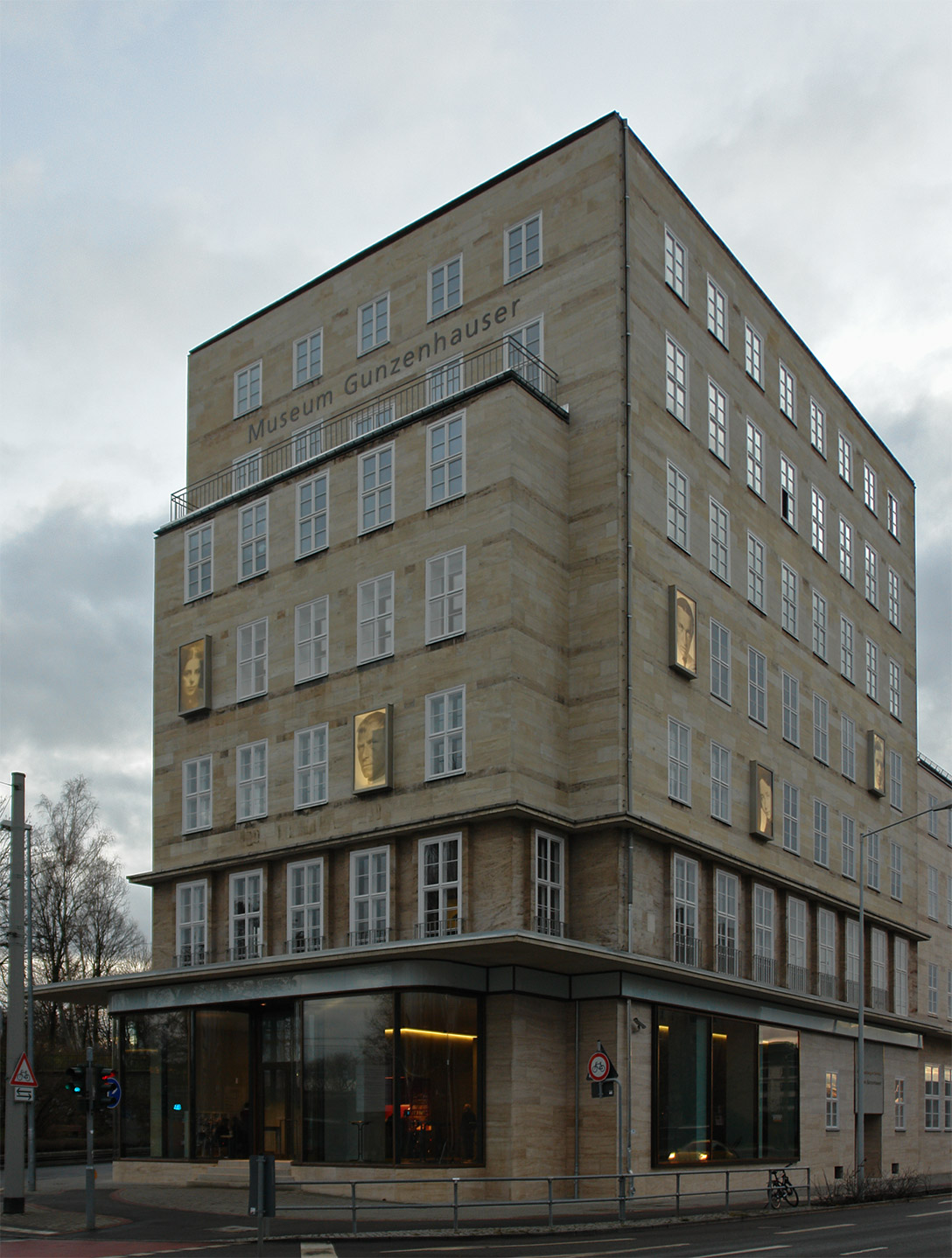
Ehemaliges Gebäude der Sparkasse

Fred Otto war ein Vertreter des Neuen Bauens in Chemnitz.
- 1926: Wirtschaftsgebäude des Flussbades Altchemnitz
- 1927: Wasserwerksverwaltung an der Theresenstraße
- 1928–1930: Sparkasse am Falkeplatz[1]
- 1929: Volksschule Chemnitz-Borna
- 1930: Erweiterungsbau der Nervenheilanstalt in Chemnitz-Hilbersdorf[2]
- 1931: Umbau des Schlosses zum Museum für Stadtgeschichte
- 1935: Stadtbad Mühlenstraße
- 1939: Großkampfbahn an der Reichenhainer Straße (heute Sportforum)
- Fleischgroßverkaufshalle am Schlachthof
- Obdachlosenheim Altendorf
- Schlossteichanlagen mit zentralem Springbrunnen